# Kompania Piwowarska
La Kompania Piwowarska è un birrificio polacco fondato nel 1999 in seguito alla fusione di due grandi birrifici polacchi, la Lech Browary e la Browary Tyskie Górny.
L'investitore principale dell'azienda è la South African International, ora chiamata SABMiller che ha comprato la maggioranza delle due fabbriche nel 1995.
Oggi la Kompania Piwowarska produce due marche di birra, la Lech e la Tyskie, presenti in vari tipi, e sono le birre più consumate in Polonia.